# Franciszek Sikorski
Franciszek Sikorski, poljski general, * 1889, † 1940.